# Ladislav Blaha
Ladislav Blaha, též Ladislav Bláha (22. srpna 1893 Ohrozim – 21. září 1973), byl český a československý politik, poválečný poslanec Prozatímního a Ústavodárného Národního shromáždění a Národního shromáždění republiky Československé za Komunistickou stranu Československa.

## Biografie
Pocházel z rodiny továrního krejčího z Ohrozimi. Rodina vlastnila i malé zemědělské hospodářství, na kterém Ladislav od dětství pomáhal. Za první světové války nastoupil do armády. Bojoval na ruské a rumunské frontě. Po válce se v listopadu 1918 vrátil domů a patřil mezi zakládající členy místní organizace sociální demokracie v rodné Ohrozimi, v níž působil jako jednatel (jeho otec byl předsedou stranické organizace). Během následného rozkolu v sociální demokracii se ztotožnil s jejím levicovým křídlem a roku 1921 přešel do nově založené KSČ. Od počátku byl jednatelem a od roku 1924 i důvěrníkem organizace komunistické strany v Ohrozimi. Od roku 1925 až do roku 1938 zastával funkci důvěrníka KSČ pro soudní okres Plumlov.
Po první světové válce pracoval jako pivovarnický dělník v Prostějově u firmy Dvořák a Binko. Od roku 1929 až do roku 1945 byl profesí domácím krejčím (dodával pro prostějovskou textilní firmu Jana Bábka) a malozemědělcem. Od roku 1926 zasedal za KSČ v obecním zastupitelstvu v Ohrozimi. Byl členem místní osvětové komise, působil v hasičském sboru jako obvodový místostarosta a okrskový vzdělavatel. Angažoval se i v divadelním spolku Tyl, se kterým nastudoval řadu divadelních her a pořádal četné dělnické zábavy. Na počátku okupace udržoval kontakty s komunisty z okolních obcí, ale po zatčení několika z nich, byly tyto styky přerušeny. Po druhé světové válce obnovoval organizaci KSČ v Ohrozimi a byl po několik let jejím předsedou. Už od počátku roku 1945 se stal členem ilegálního národního výboru v Ohrozim, od května 1945 byl členem okresního národního výboru v Prostějově.
V letech 1945-1946 byl poslancem Prozatímního Národního shromáždění za KSČ. Mandát získal i v parlamentních volbách v roce 1946 a stal se poslancem Ústavodárného Národního shromáždění, kde zasedal do roku 1948. V parlamentních volbách v roce 1948 byl za olomoucký volební kraj zvolen na kandidátce KSČ do Národního shromáždění, kde setrval do roku 1954.
Před únorovým převratem organizoval komunistické akce na Prostějovsku (například na podporu milionářské dávky). Do roku 1950 byl předsedou základní organizace KSČ v Ohrozimi a v letech 1954-1959 zasedal v krajském národním výboru v Olomouci. Na VIII. sjezdu KSČ a IX. sjezdu KSČ v roce 1949 byl zvolen náhradníkem Ústředního výboru KSČ a až do roku 1955 byl členem předsednictva Krajského výboru Komunistické strany Československa na Olomoucku. Po ukončení poslaneckého mandátu v roce 1954 se trvale přestěhoval do rodné Ohrozimi, kde pracoval v místním Jednotném zemědělském družstvu. Nejprve jako pracovník rostlinné výroby, pak po pár měsících jako předseda družstva. Na tomto postu setrval do roku 1959. V letech 1955 a 1958 mu bylo uděleno Vyznamenání Za zásluhy o výstavbu.